# Camp de Hamburg-Langenhorn
 (octobre 2024).
Si vous disposez d'ouvrages ou d'articles de référence ou si vous connaissez des sites web de qualité traitant du thème abordé ici, merci de compléter l'article en donnant les références utiles à sa vérifiabilité et en les liant à la section « Notes et références ».
Le camp de Hambourg-Langenhorn est une unité de travail forcé dépendant du camp de concentration de Neuengamme, dont les déportées sont mises à la disposition de la ville de Hambourg et des usines d'armement Hanseatische Kettenwerke et Messap (Deutsche Messapparate GmbH).

## Création
Mi-septembre 1944, un groupe d’environ 500 déportées juives, lituaniennes pour la plupart, mais aussi allemandes, polonaises, tchèques et hongroises, sélectionnées au camp du Stutthof, arrive sur le site de Langenhorn (Ochsenzoll), dans les quartiers nord d'Hambourg. Elles y trouvent deux baraques construites à côté d'un camp pour travailleurs forcés (Ostarbeiterlager Tannenkoppel), dans le Karree Weg, (aujourd’hui Essener Strasse).
Début mars 1945, elles sont rejointes par 250 déportées, dont des Tziganes venues de Ravensbrück.
Le chef du camp de Langenhorn était Walter Lau, un SS originaire de Prusse-Orientale,.

## Travail forcé
Les déportées sont affectées à la production d’armement dans les ateliers des entreprises Hanseatische Kettenwerke » (Hambourg-Langenhorn) et Deutsche Messapparate GmbH (filiale de Messap) dans la Schanzenstrasse.
Dans les dernières semaines de la guerre, après les bombardements alliés, elles effectuent des travaux de terrassement pour la construction de logements de fortune pour la ville de Hambourg,.

## Évacuation
Le 3 ou 4 avril, la SS évacue le camp. La plupart des femmes sont emmenées à Bergen-Belsen, qui sera libéré par les Britanniques le 15 avril.
Les autres transférées au Kommando de Hambourg-Sasel.
Deux semaines plus tard, le camp est brièvement réoccupé par un groupe de déportées exténuées, évacuées du Kommando de Helmstedt-Beendorf, dont plusieurs décèdent peu après leur arrivée. Le 3 mai, les survivantes sont transférées au camp de Hambourg-Eidelstedt où elles sont libérées  par les soldats britanniques,.

## Mémorial
En 1988, dans la rue Essener, une pierre commémorative et un panneau d'informations rappellent rappelle les souffrances endurées par les détenues du camp de Langenhorn.